# No desperteu el policia que dorm
No desperteu el policia que dorm (títol original: Ne réveillez pas un flic qui dort) és una pel·lícula francesa dirigida per José Pinheiro, estrenada l'any 1988. Ha estat doblada al català.

## Argument
Uns notoris pistolers són salvatgement assassinats per policies, dirigits pel comissari principal Roger Scatti. Aquests extremistes, organitzats sota la bandera Fidélité de la police, entenen que han d'aplicar la llei del talió i tornar a l'ordre antic. Encarregat de la investigació d'aquests homicidis, el comissari divisionari Grindel — ajudat dels seus adjunts Lutz i Péret — es posa a la recerca de testimonis, entre els quals Pierre Stadler, un vell terrorista d'extrema esquerra que és de seguida suprimit per Scatti i els seus acòlits, Valles, Spiero i Latueva. Grindel troba secretament al jardí dels Buttes-Chaumont el seu vell confident, el Stéphanois, i no pot evitar que sigui abatut per una fletxa de ballesta.

## Al voltant de la pel·lícula
- El rodatge s'ha desenvolupat de juny a agost de 1988.
- La intriga i els personatges de la pel·lícula són més aviat fidels a la novel·la de Frédéric H. Fajardie, amb una excepció notable tanmateix: el personatge del comissari Eugène Grindel ha estat totalment modificat. En la novel·la, és un policia consumit, malalt, al final de la carrera i vivint sol. En la pel·lícula, per petició expressa d'Alain Delon, ha esdevingut un temible comissari divisionari que està amb una jove maniquí.
- El paper principal, interpretat per Alain Delon, és el del comissari Eugène Grindel. Picada d'ull de Frédéric H. Fajardie en homenatge a Paul Éluard.
- Pel grupuscle «Fidélité de la Police» creat en la seva novel·la, Frédéric H. Fajardie s'ha inspirat de manera versemblant en una organització d'extrema-dreta existent, «Honeur de la Police».
- La pel·lícula serà parodiada després per Les Inconnus en el sketch: Ne réveillez pas les couilles d'un flic qui dort.